# Kontaktopsporing
Inden for sundhedsvæsenet er kontaktopsporing (kontaktsporing, smitteopsporing, smittesporing, contact tracing) en proces til identifikation af personer, der kan være kommet i kontakt med en inficeret person (vedkommendes "kontakter") og efterfølgende indsamling af yderligere information om disse kontakter. Ved at spore kontakter fra inficerede individer, teste dem for infektion, isolere eller behandle de inficerede og spore deres kontakter igen, har initiativerne til formål at reducere infektioner i befolkningen. Sygdomme, for hvilke der ofte udføres kontaktopsporing, inkluderer tuberkulose, vaccineforebyggelige infektioner som mæslinger, seksuelt overførte infektioner (inklusive HIV), blodbårne infektioner, ebola, nogle alvorlige bakterieinfektioner og nye virusinfektioner, for eksempel SARS-CoV, H1N1, og SARS-CoV-2). Målet med kontaktopsporing er:
At afbryde den igangværende transmission og reducere spredningen af en infektion
At advare kontakter om muligheden for infektion og tilbyde forebyggende tjenester eller profylaktisk pleje
At tilbyde diagnose, rådgivning og behandling til allerede inficerede personer
Hvis infektionen kan behandles, da at hjælpe med at forhindre af den oprindeligt inficerede person igen bliver inficeret
At lære om epidemiologien for en sygdom i en bestemt befolkning
Kontaktsporing har i årtier inden for sundhedsvæsenet været en søjle for kontrol med overførbar sygdom. Udryddelsen af kopper blev f.eks. ikke opnået ved universel immunisering, men ved udtømmende kontaktsporing for at finde alle inficerede personer.
Det blev efterfulgt af isolering af inficerede individer og immunisering af det omgivende samfund og kontakter i fare for at blive smittet med kopper.
I tilfælde af sygdomme med usikkert infektiøst potentiale udføres kontaktsporing undertiden for at lære om sygdomskarakteristika, herunder infektiøsitet. Kontaktsporing er ikke altid den mest effektive metode til behandling af infektionssygdomme. I områder med høj sygdomsprævalens kan screening eller fokuseret test være mere omkostningseffektiv.
Partnerunderretning, også kaldet partnerpleje, er en delmængde af kontaktsporing, der specifikt sigter mod at informere seksuelle partnere om en inficeret person og imødekomme deres sundhedsbehov.